# Pat Nixonová
Patricia „Pat“ Thelma Catherine Ryanová Nixonová (16. března 1912, Ely, Nevada – 22. června 1993, Park Ridge, New Jersey) byla manželkou 37. prezidenta USA Richarda Nixona a v letech 1969–1974 byla první dámou USA.
Narodila se v rodině horníka Williama Ryana a jeho ženy Kate. Rodiče brzy zemřeli, ona musela pracovat, aby si vydělala na studia na vysoké škole. Od roku 1934 studovala obchod na Univerzitě Jižní Kalifornie. Po absolvování se stala učitelkou v kvakerské škole.
Dne 21. června 1940 v kalifornském městě Riverside si vzala za muže Richarda Nixona, kvůli kterému konvertovala od katolicismu k manželově kvakerství. Manželé Nixonovi měli dvě dcery: Patricii (* 1946) a Julii (* 1950). Pat podporovala manžela během volebních kampaní přes svou averzi k politice.
Když se stal v roce 1969 její manžel prezidentem, ona z toho nebyla příliš nadšená. Zasazovala se o zrovnoprávnění žen a mužů. Zahájila další rekonstrukci Bílého domu, která byla financována ze soukromých darů, nechala zde vybudovat bezbariérové vstupy. Podporovala neplacenou vzájemnou pomoc (volunteerism). Navštívila vojáky USA ve Vietnamu, podporovala humanitární pomoc, dokonce sama do postižených oblastí jezdila.
Po Nixonově abdikaci 9. srpna 1974 se manželé usídlili na soukromé usedlosti v kalifornském San Clemente. V roce 1976 dostala mrtvici, po druhém záchvatu v roce 1983 se stáhla do ústraní a přestala poskytovat interview.
Zemřela 22. června 1993 ve státě New Jersey.

## Vyznamenání
- velkokříž Řádu peruánského slunce – Peru, 1970[2]
- velkostuha Řádu liberijských průkopníků – Libérie, 3. ledna 1971[3]